# John Stevenson
Rev. John Stevenson nacido en Coupar Angus, Perth and Kinross, 1836 - 1903 fue un religioso, botánico, micólogo, e ilustrador botánico inglés.

## Algunas publicaciones
- 1886. British fungi (Hymenomycetes). 2 vv. Ed. Edimburgo: Blackwood